# Ferdinand Julius Cohn
Pour les articles homonymes, voir Cohn.
Ferdinand Julius Cohn est un  botaniste et un microbiologiste allemand, né le 24 janvier 1828 à Breslau et mort le 25 juin 1898 dans cette même ville.

## Biographie
Ferdinand Julius Cohn est né le 24 janvier 1828, dans le quartier juif de Breslau en province de Silésie, fils d'Isaak Cohn, commerçant et industriel, et d'Amalie née Nissen. Il a trois frères plus jeunes, Oskar Justinus Cohn (de) (1839-1893), Hugo Joachim Conrat (1845-1906) et Max Adolf Josef Conrat (1848-1911). Il souffre d’une perte de l’ouïe à dix ans. Après ses études au fameux lycée Sainte-Marie-Madeleine de Breslau et son baccalauréat, il étudie la médecine à Breslau et à Berlin et obtient un doctorat en 1847 à dix-neuf ans. Il est privatdozent, en 1850, à l’institut de physiologie de l’université de Breslau puis est nommé professeur de botanique en 1857 et en dirige l’institut en 1859, avec titre de Ordentlicher professor. Il se marie, en 1866, avec Pauline Reichenbach (1844-1907) et est promu professeur en 1872, puis Geheimer Regierungsrat en 1888.
Il fonde, en 1866, l'Institut de Physiologie Végétale et établit un groupe de recherche. Un nouveau bâtiment pour la Physiologie Végétale, un herbarium, et un musée botanique, sera construit dans le jardin botanique de l’Université, et sera inauguré en 1888.
Il reçoit la médaille Leeuwenhoek en 1885 et la médaille linnéenne en 1895. Il étudie les bactéries qu’il classe parmi les plantes. Il est le premier à décrire le cycle de Bacillus. Ferdinand Julius Cohn est devenu membre étranger de la Royal Society le 4 mars 1897.
On considère qu’il est l’un des fondateurs, avec Robert Koch (1843-1910), de la bactériologie moderne. Il découvre le jardin botanique de Lorenz Scholz von Rosenau (1552-1599) à Breslau. Il est enterré dans le cimetière juif de Breslau où sa tombe et celle de sa femme Pauline sont toujours visibles.

## Liste partielle des publications
- Zur Naturgeschichte des Protococcus Pluvialis, Bonn 1851
- Die Menschheit und die Pflanzenwelt, Breslau 1851
- Der Haushalt der Pflanzen, Leipzig 1854
- Untersuchungen über die Entwicklungsgeschichte der Mikroskopischen Algen und Pilze, Bonn 1854
- Beiträge zur Biologie der Pflanzen (Schriftenreihe, Breslau, 1870 begründet)
- Neue Untersuchungen über Bakterien, Bonn 1872-1875
- Die Pflanze, Leipzig 1882